# Кисель, Фёдор Герасимович
Фёдор Гера́симович Кисе́ль (28 декабря 1919 — 18 декабря 2013) — советский военный деятель, лётчик, участник Великой Отечественной войны, начальник Сызранского высшего военного авиационного училища лётчиков (1961—1970).

## Биография
Родился 28 декабря 1919 года. По национальности — украинец.
Окончил педагогический институт в городе Запорожье, получил диплом преподавателя русского языка и литературы. Здесь же начал посещать занятия в планерном клубе.
В 1938 году стал курсантом 1-й Краснознамённой школы пилотов ГВФ имени Баранова в городе Батайске (в рядах РККА официально числился с октября 1939 года). В 1940 году окончил школу пилотов и стал пилотом-инструктором Одесской военной авиационной школы пилотов.
В начале Великой Отечественной войны летал на самолёте И-16, совершил 22 боевых вылета, но затем был откомандирован в тыл, где до самой победы был лётчиком-инструктором и готовил пилотов для фронта. В марте 1942 года вступил в ВКП(б).
Занимал должность командира эскадрильи, в 1948 году поступил в Военно-воздушную академию, после её окончания был направлен в Сызрань, где был назначен на должность заместителя командира учебного истребительного полка 151-го военного авиационного училища лётчиков. В конце 1960 года стал заместителем начальника училища по лётной подготовке, а вскоре — начальником 160-го военного авиационного училища лётчиков (ныне Сызранское высшее военное авиационное училище лётчиков).
Под руководством Киселя в училище была создана новая учебная база, происходило совершенствование учебного процесса, была развернута военно-научная работа, шёл поиск новых, более рациональных форм подготовки лётчиков.
16 июня 1965 года Фёдору Герасимовичу Киселю первому в стране среди военных вертолётчиков было присвоено звание «генерал-майор авиации».
В 1966 году Сызранское училище стало высшим. В 1967 году было проведено экспериментальное обучение звена курсантов выпускного курса на вертолёте Ми-8. Большое внимание уделялось развитию и пропаганде вертолётного спорта.
В 1970 году Кисель был назначен на должность заместителя командующего Приволжского военного округа, убыл в город Куйбышев. Им были освоены вертолёты Ми-1, Ми-4, Ми-2 и Ми-8. Общий налёт — 8.416 часов, из них на вертолётах — 3.637. После увольнения в запас работал сотрудником музея Приволжского военного округа.
Скончался 18 декабря 2013 года.

## Награды
- орден Красного Знамени
- орден Отечественной войны I степени (1985)
- два ордена Красной Звезды (1945, …)
- медаль «За боевые заслуги»
- медаль «За оборону Ленинграда»
- медаль «В ознаменование 100-летия со дня рождения Владимира Ильича Ленина»
- медаль «За победу над Германией в Великой Отечественной войне 1941-1945 гг.»
- другие награды
- премия Правительства Российской Федерации за значительный вклад в развитие Военно-воздушных сил (17 декабря 2012) — за подготовку высококвалифицированных кадров для Военно-воздушных сил и Войск противовоздушной обороны[3]